# زین‌الدینی
زین‌الدینی (لامرد)، روستایی از توابع بخش اشکنان شهرستان لامرد در استان فارس ایران است

## جمعیت
این روستا در دهستان کال قرار دارد و بر اساس سرشماری مرکز آمار ایران در سال ۱۳۸۵، جمعیت آن ۲۲۷ نفر (۵۷ خانوار) بوده‌است.